# Gerhart Mayer
Gerhart Mayer (* 4. Juni 1926 in Stuttgart; † 20. Mai 2018 in Wetzlar) war ein deutscher Germanist.

## Leben
Nach der Promotion zum Dr. phil. in Marburg am 9. November 1951, der Promotion zum Dr. sc. rel. in Marburg am 24. Februar 1954 und Habilitation in Braunschweig 1958 lehrte er von 1965 bis 1973 als Professor für Deutschtumskunde am Auslands- und Dolmetscherinstitut Germersheim und von 1973 bis 1992 als Professor für Germanistik am FB 23 Angewandte Sprachwissenschaft.

## Schriften (Auswahl)
- Die Begegnung des Christentums mit den asiatischen Religionen im Werk Hermann Hesses. Bonn 1956, OCLC 636486087.
- Rilke und Kassner. Eine geistige Begegnung. Bonn 1960, OCLC 877162172.
- Die geistige Entwicklung Wilhelm Raabes. Dargestellt unter besonderer Berücksichtigung seines Verhältnisses zur Philosophie. Göttingen 1960, OCLC 1044065184.
- Der deutsche Bildungsroman. Von der Aufklärung bis zur Gegenwart. Stuttgart 1992, ISBN 3-476-00866-5.